# エディジェイソン・ゴメス
エディジェイソン・フニー・ゴメス・ダルメイダ（ポルトガル語: Edigerson Funny Gomes D'Almeida、1988年11月17日 - ）は、ギニアビサウとポルトガルとデンマークのサッカー選手。ギニアビサウ代表。ポジションはDF。

## クラブ歴
ギニアビサウのビサウに生まれ、6歳の時に母親とともにポルトガルに移住。しかし11歳の時に父親とデンマーク人の継母が引き取りデンマークに移住した。
2011-12シーズンにヘルレヴIFのトップチームで選手となった。2013年にHBキューゲに移籍。2014年にエスビャウfBに移籍し7月17日のUEFAヨーロッパリーグ 2014-15 予選・FCカイラト戦で国際大会初出場。4日後にはデンマーク・スーペルリーガ初出場。
2015年1月21日に中国サッカー・スーパーリーグの河南建業足球倶楽部に移籍。2018年にはFHハフナルフィヨルズゥルに期限付き移籍。

## 代表歴
U-23代表としては2016年にオーバーエイジ枠でリオデジャネイロオリンピックに出場。
2017年5月末にA代表はギニアビサウを選択。同年6月10日のアフリカネイションズカップ2019予選・グループKのナミビア代表戦で代表初出場、初得点を記録した。